# Treffauer
Le Treffauer est un sommet des Alpes, à 2 304 m d'altitude, dans le Kaisergebirge, et en particulier dans le chaînon du Wilder Kaiser, en Autriche (land du Tyrol).